# Force India VJM02
De Force India VJM02 is een Formule 1-auto die gebruikt werd door Force India in het seizoen 2009. De wagen werd op 28 februari 2009 voorgesteld op het circuit van Silverstone.
Aanvankelijk werd de wagen ontworpen door Mike Gascoyne maar hij en teambaas Colin Kolles werden eind 2008 ontslagen na een conflict met team eigenaar Vijay Mallya. Het team wijzigde laat in de ontwerpfase nog van een Ferrari naar een Mercedes-Benz-motor waardoor ophanging, side-pods en een aantal aerodynamische onderdelen achteraan opnieuw ontworpen moesten worden. Het team koos er hierdoor voor om minder te testen zodat er meer tijd was om de wagen te ontwikkelen. Gedurende het jaar introduceerde het team nog verschillende upgrades.
Giancarlo Fisichella reed in België naar de pole-position en een podium met de wagen.

## Resultaten
| Resultaat                       |
| ------------------------------- |
| Winnaar                         |
| Tweede plaats                   |
| Derde plaats                    |
| Gefinisht (punten behaald)      |
| Gefinisht (geen punten behaald) |
| Niet geklasseerd (NC)           |
| Uitgevallen (DNF)               |
| Niet gekwalificeerd (DNQ)       |
| Gediskwalificeerd (DSQ)         |
| Niet gestart (DNS)              |
| Gewond (INJ)                    |
| Uitgesloten (EX)                |
| Teruggetrokken (WD)             |
| Niet deelgenomen (blanco cel)   |
| P Pole position                 |
| S Snelste ronde                 |

| Jaar | Chassis           | Motor              | Banden | Coureurs             | 1   | 2   | 3   | 4   | 5   | 6   | 7   | 8   | 9   | 10  | 11  | 12  | 13  | 14  | 15  | 16  | 17  | Punten | WK-plaats |
| ---- | ----------------- | ------------------ | ------ | -------------------- | --- | --- | --- | --- | --- | --- | --- | --- | --- | --- | --- | --- | --- | --- | --- | --- | --- | ------ | --------- |
| 2009 | Force India VJM02 | Mercedes FO108W V8 | B      |                      | AUS | MAL | CHN | BHR | SPA | MON | TUR | GBR | DUI | HON | EUR | BEL | ITA | SIN | JPN | BRA | ABU | 13     | 9         |
| 2009 | Force India VJM02 | Mercedes FO108W V8 | B      | Adrian Sutil         | 9   | 17  | 17† | 16  | DNF | 14  | 17  | 17  | 15  | DNF | 10  | 11  | 4S  | DNF | 13  | DNF | 17  | 13     | 9         |
| 2009 | Force India VJM02 | Mercedes FO108W V8 | B      | Giancarlo Fisichella | 11  | 18  | 14  | 15  | 14  | 9   | DNF | 10  | 11  | 14  | 12  | 2P  |     |     |     |     |     | 13     | 9         |
| 2009 | Force India VJM02 | Mercedes FO108W V8 | B      | Vitantonio Liuzzi    |     |     |     |     |     |     |     |     |     |     |     |     | DNF | 14  | 14  | 11  | 15  | 13     | 9         |
| Jaar | Chassis           | Motor              | Banden | Coureurs             | 1   | 2   | 3   | 4   | 5   | 6   | 7   | 8   | 9   | 10  | 11  | 12  | 13  | 14  | 15  | 16  | 17  | Punten | WK-plaats |

† Coureur is niet gefinisht in de GP, maar heeft wel 90% van de race-afstand afgelegd, waardoor hij als geclassificeerd genoteerd staat.